# Річ з іншого світу
«Річ з іншого світу» (англ. The Thing from Another World, 1951) — зразковий для свого часу науково-фантастичний фільм, знятий за мотивами повісті Джона В. Кемпбелла-молодшого «Хто йде?». Хоча режисером був вказаний якийсь Крістіан Ніби поширена думка, що справжній творець фільму — його продюсер, легендарний Говард Гоукс, посоромився зв'язати в титрах своє ім'я з «низьким», як тоді вважалося, жанром наукової фантастики.

## Сюжет
Капітан Хендрі з військово-повітряних сил США потрапляє на північну полярну станцію, де група вчених повідомила про падіння літаючого об'єкта. Вони вважають, що він може бути метеоритом або космічним кораблем, прибулим з іншої планети. На місці приземлення під льодом виявляють механізм абсолютно круглої форми типу літаючої тарілки. Щоб розігріти периметр, де він знаходиться, військові підривають термічну бомбу. Вибух повністю знищує корабель. У блоці льоду вони помічають невідому форму життя. Вчені вирізають лід і приносять на станцію. Доктор Каррінгтон, керівник наукової експедиції, хоче почати експерименти над істотою. Капітан Хендрі, що очікує наказ від вищого командування, забороняє до нього доторкатися. Але шматок льоду тане від тепла електричної ковдри, і істота у формі гуманоїда тікає. Люди знаходять у снігу одну з його рук, відірвану собаками. Ця рука не містить ні м'яса, ні крові, ні нервів. З неї ллється зелена рідина, що нагадує сік. Дещо перетворюється в гігантський овоч, який живиться кров'ю, а в клітці знаходять повністю знекровлену собаку. Істота здатна дуже швидко розмножуватися. Доктор Каррінгтон таємно проводить експеримент: він поливає плазмою зерна, що містилися в відірваній руці істоти. Вони ростуть протягом декількох годин, і незабаром лунають крики, схожі на крики голодного немовляти. Дещо вбиває двох вчених. Істоту ранять, замикають в оранжереї й барикадують двері. Військові починають ставити собі питання, чи не є дещо — прилетівшим на Землю розвідником для подальшого завоювання планети інопланетянами. За цією гіпотезою прибульці мають намір харчуватися кров'ю землян. Приймається рішення знищити істоту. Військові хочуть облити його бензином, оскільки кулі не завдають йому шкоди. Вони хочуть заманити істоту в пастку. Доктор Каррінгтон намагається увійти з прибульцем в контакт. Істота ранить його, але потрапивши в пастку, піддається впливу електричного струму і гине…

## У ролях
- Кеннет Тобі — «капітан Патрік Хендрі»
- Маргарет Шерідан — «Ніккі»
- Роберт Корнтуейт — «доктор Артур Каррінгтон»
- Дуглас Спенсер — «Скотті»
- Джеймс Янг — «лейтенант Едді Дайкса»
- Дьюї Мартін — «Боб»
- Роберт Ніколс — «лейтенант Кен Макферсон»
- Джеймс Арнесс — «прибулець»

## Значення та вплив
Одна із кінцевих фраз фільму стала культовою: попередження «Слідкуйте за небом!» згодом неодноразово цитувалася в масовій культурі. Наприклад, вона стала назвою документального телефільму Річарда Шикела «Слідкуйте за небом! Наукова фантастика, 1950-ті й ми» (англ. "Watch the Skies!: Science Fiction, the 1950s and Us", 2005).
У 1982 році на екрани вийшов фільм Джона Карпентера «Дещо (фільм, 1982)» («The Thing»), який формально вважається ремейком фільму 1951 року, але за сюжетом набагато ближче до літературного першоджерела.

## Цікаві факти
- В одному з діалогів герої фільму згадують інший фільм Говарда Гоукса «Сержант Йорк»
- У 2011 році фільм увійшов до списку найбільш достовірних науково-фантастичних фільмів за версією НАСА[3].
- Стівен Кінг включив фільм у список 100 найбільш значних картин жанру жахів з 1950 по 1980 рік.
- У 2001 році стрічка була включена в Національний реєстр фільмів.